# Čekovce
Čekovce – wieś (obec) na Słowacji położona w kraju bańskobystrzyckim, w powiecie Krupina. Pierwsze wzmianki o miejscowości pochodzą z roku 1391.
Według danych z dnia 31 grudnia 2012, wieś zamieszkiwało 440 osób, w tym 225 kobiet i 215 mężczyzn.
W 2001 roku rozkład populacji względem narodowości i przynależności etnicznej wyglądał następująco:
- Słowacy – 85,77%
- Romowie – 13,8%
- Węgrzy – 0,21%

Ze względu na wyznawaną religię struktura mieszkańców kształtowała się w 2001 roku następująco:
- Katolicy rzymscy – 92,99%
- Ewangelicy – 6,16%
- Ateiści – 0,42%
- Nie podano – 0,42%